# الاستيلاء على شوشا
كان الاستيلاء على شوشا، الذي أشار إليه الأرمن باسم تحرير شوشي أو عملية الزفاف في الجبال، والأذربيجانيين باسم احتلال شوشا أول انتصار عسكري هام للقوات الأرمينية خلال حرب ناغورني - كاراباخ. وقعت المعركة في بلدة شوشا الجبلية ذات الأهمية الاستراتيجية (المعروفة باسم شوشي للأرمن) مساء 8 مايو 1992، وانتهى القتال بسرعة في اليوم التالي بعد أن استولت عليها القوات الأرمنية وطردت الأذربيجانيين المدافعين عنها. وكان القادة العسكريون الأرمن المتمركزون في ستيباناكيرت، عاصمة ناغورني - كاراباخ، يفكرون في الاستيلاء على المدينة بعد القصف الأذربيجاني لستيباناكيرت.
وقد سميت عملية الزفاف في الجبال من قبل قائد القوات الأرمنية. وقد ثبت أن الاستيلاء على المدينة كان حاسما. كانت شوشا أهم معقل عسكري كانت أذربيجان تسيطر عليه في ناغورني كاراباخ – وكانت خسارتها نقطة تحول في الحرب، وأدت إلى سلسلة من الانتصارات العسكرية من قبل القوات الأرمنية خلال الصراع. غير أن بعض القصف، وفقا لروايات السكان السابقين، كان إما عشوائيا أو موجها عمدا إلى أهداف مدنية.